# Лигсдорф
Лигсдо́рф (фр. Ligsdorf) — коммуна на северо-востоке Франции в регионе Гранд-Эст (бывший Эльзас — Шампань — Арденны — Лотарингия), департамент Верхний Рейн, округ Альткирш, кантон Альткирш. До марта 2015 года коммуна административно входила в состав упразднённого кантона Феррет (округ Альткирш).
Площадь коммуны — 10,03 км², население — 334 человека (2006) с тенденцией к снижению: 321 человек (2012), плотность населения — 32,0 чел/км².

## Население
Численность населения коммуны в 2011 году составляла 324 человека, а в 2012 году — 321 человек.
| 1962 | 1968 | 1975 | 1982 | 1990 | 1999 | 2006 | 2011 | 2012 |
| ---- | ---- | ---- | ---- | ---- | ---- | ---- | ---- | ---- |
| 282  | 270  | 236  | 276  | 313  | 297  | 334  | 324  | 321  |

Динамика населения:

## Экономика
В 2010 году из 230 человек трудоспособного возраста (от 15 до 64 лет) 174 были экономически активными, 56 — неактивными (показатель активности 75,7 %, в 1999 году — 73,3 %). Из 174 активных трудоспособных жителей работали 149 человек (83 мужчины и 66 женщин), 25 числились безработными (9 мужчин и 16 женщин). Среди 56 трудоспособных неактивных граждан 11 были учениками либо студентами, 19 — пенсионерами, а ещё 26 — были неактивны в силу других причин.
На протяжении 2011 года в коммуне числилось 144 облагаемых налогом домохозяйства, в которых проживало 319 человек. При этом медиана доходов составила 25521 евро на одного налогоплательщика.

## Достопримечательности (фотогалерея)

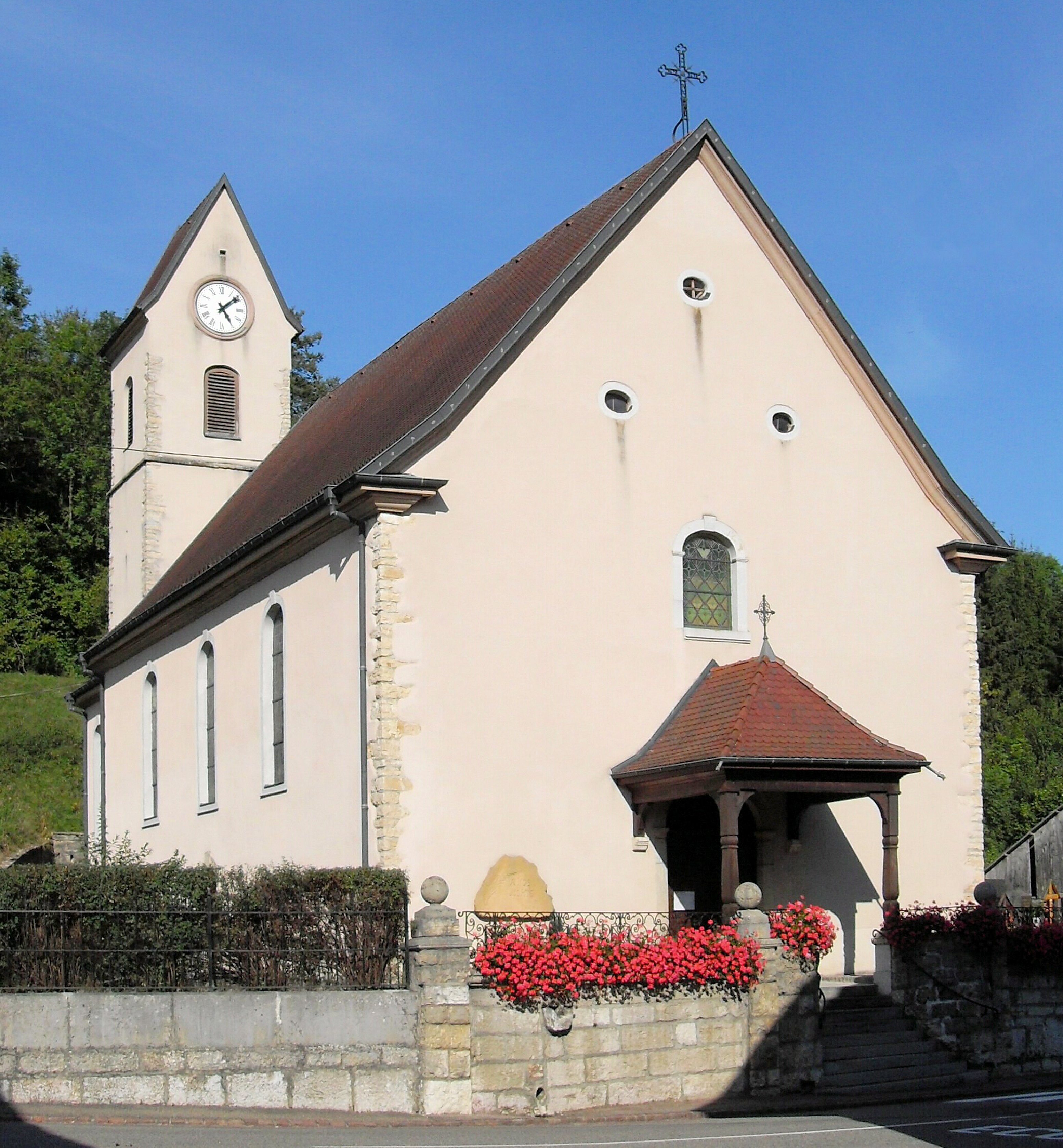
Церковь Святого Георга